# Hillary Hurley
Hillary Hurley Reynolds (Redding, 7 novembre 1989) è una pallavolista statunitense, schiacciatrice dell'Erfurt.

## Carriera

### Club
La carriera di Hillary Hurley (nota dal 2018 anche come Hillary Hurley Reynolds in seguito al matrimonio con l'allenatore australiano Luke Reynolds) inizia nei tornei scolastici statunitensi, giocando per la squadra della Enterprise High School. In seguito gioca a livello universitario, prendendo parte alla NCAA Division II con la Hawaii Hilo dal 2007 al 2011, saltando tuttavia il torneo 2008.
Terminata la carriera universitaria, nella stagione 2012-13 firma il suo primo contratto professionistico all'estero, approdando nella Elitserien con lo Svedala, dove gioca anche nella stagione seguente. Nel campionato 2014-15 gioca invece in Finlandia, dove difende i colori del LiigaPloki; terminati gli impegni col club, prende brevemente parte alla Liga de Voleibol Superior Femenino 2015 con le Indias de Mayagüez. Nel campionato seguente approda nella Lega Nazionale A svizzera, vestendo la maglia del Neuchâtel.
Nella stagione 2016-17 torna a giocare in Finlandia, difendendo i colori del HPK Naiset, che tuttavia lascia nel dicembre 2016, terminando l'annata nella V-League sudcoreana col Gyeongbuk Hi-Pass. Nel 2017 gioca nelle Filippine col Petron Blaze Spikers, partecipando alla PSL Grand Prix Conference 2017.
Nella stagione 2018-19 si accasa al Soverato, nella Serie A2 italiana, mentre in quella successiva è in Polonia dove disputa la Liga Siatkówki Kobiet con il Kalisz. Dopo aver giocato mezza annata nella divisione cadetta polacca con il Sari Żory, per il campionato 2021-22 torna in campo nella 1. Bundesliga tedesca con l'Erfurt.